# Jasper Tissen
Jasper Tissen (* 15. September 1992) ist ein niederländischer Ruderer, der 2019 Weltmeisterschaftszweiter mit dem Achter war.

## Sportliche Karriere
Jasper Tissen begann 2010 mit dem Rudersport. 2013 belegte er im Zweier ohne Steuermann den siebten Platz bei den U23-Weltmeisterschaften, im Jahr darauf kam er mit dem Achter auf den achten Platz.
2017 belegte er mit dem Vierer ohne Steuermann in der Besetzung Harold Langen, Jasper Tissen, Vincent van der Want und Govert Viergever den sechsten Platz bei den Europameisterschaften. Bei den Weltmeisterschaften 2017 belegten die Niederländer den vierten Platz. 2018 war Jasper Tissen der einzige Verbliebene aus dem Vorjahresvierer. Zusammen mit Bjorn van den Ende, Tone Wieten und Bram Schwarz belegte er den fünften Platz bei den Europameisterschaften in Glasgow, bei den Ruder-Weltmeisterschaften in Plowdiw erreichten die Niederländer wie im Vorjahr den vierten Platz. 2019 wechselten van den Ende, Tissen und Schwarz in den niederländischen Achter. Zu Beginn der Saison 2019 erkämpfte der niederländische Achter bei den Europameisterschaften in Luzern Bronze hinter den Deutschen und den Briten. Bei den Weltmeisterschaften siegten die Deutschen vor den Niederländern und den Briten. Bei den Europameisterschaften 2020 gewann er mit dem niederländischen Achter die Bronzemedaille hinter den Booten aus Deutschland und Rumänien. Im Jahr darauf siegten die Briten bei den Europameisterschaften in Varese vor den Rumänen und den Niederländern. Bei den Olympischen Spielen in Tokio belegte der niederländische Achter den fünften Platz.